# Eduard Mercader Carbonell
Eduard Mercader Carbonell (la Bisbal d'Empordà, 1868 - Barcelona 1962), també conegut amb el nom d'Eduard Mercader Tano, fou un compositor de sardanes. Era el fill de Felicià Mercader Pujol i Celestina Carbonell Nicolau, i el nebot de Benet Mercadé i Fàbrega.
Dirigí el Cor Infantil Bisbalenc i fou segon tenora de La Principal de la Bisbal des de 1891 fins, aproximadament, el 1916.

## Obra

### Sardanes[2]
- Alegria
- Anita : composta per a tenora
- Ballem-la?
- Berta
- Caritat
- Els enamorats
- Els pinsans
- Encarnació : estrenada a Sarrià de Ter el 9-10-1917.
- Engany
- Enveja
- Esperança
- Gentilesa
- Gelosia
- Glòria
- L'Enriqueta
- La garsa
- La lluna de mel : composta per a tible
- La nena mimada
- La pubilla de la costa
- La sirena
- Maria
- Marcela
- Maria Lluïsa : composta per a tible.
- Maria Rosa
- Pepita
- Pomells de joventut : estrenada 1922
- Primavera : estrenada a Sarrià de Ter 8-10-1917
- Rosa Roja
- Serenata : composta per a tible.
- Un sol pensament
- Valentia
- Vida alegre